# Topolovci
Topolovci (madžarsko Jegenyés, prekmursko Topolouvci, nemško Topolschitz) so naselje v Občini Cankova.